# Новобейсузька
Новобейсузька — станиця в Виселківському районі Краснодарського краю. Утворює Новобейсузьке сільське поселення.
Населення — 3 555 мешканців (2002).
Станиця лежить у верхів'ях Лівого Бейсужка (притока Бейсуга), за 30 км на південний схід від районного центру — станиці Виселкі.
Станиця, спочатку під назвою Бейсузька утворена у 1879, як виселка (підселок) станиці Ладозької.